# Mary Street (Brisbane)
Die Mary Street (deutsch „Mariastraße“) ist eine Geschäftsstraße in Brisbane, der Hauptstadt des Bundesstaates Queensland im Nordosten Australiens.

## Lage

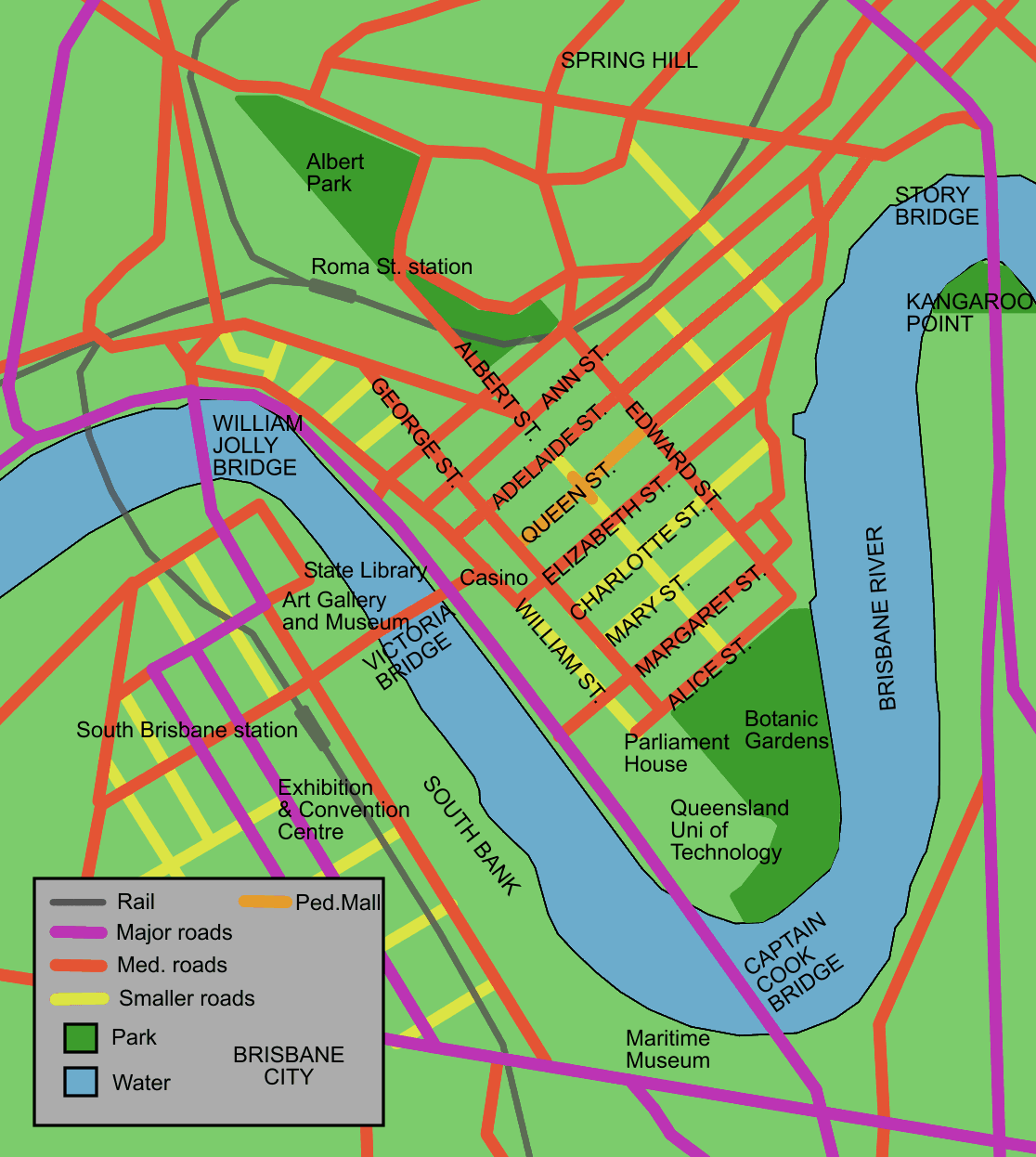
Karte von Brisbanes Innenstadt

Die Mary Street (abgekürzt: Mary St.) ist eine von mehreren Straßen in Brisbanes Innenstadt, dem Brisbane central business district (city CBD). Diese wurden im 19. Jahrhundert nach Prinzessinnen aus dem Haus Hannover (englisch House of Hanover) benannt, das zwischen 1714 und 1901 den britischen Monarchen stellte. Weitere, parallel zu ihr verlaufende Straßen sind (von Norden nach Süden) die Ann St., die Adelaide St., die Queen St. (benannt nach Queen Victoria), die Elizabeth St., die Charlotte St. sowie – südlich der Mary St. – die Margaret St. und die Alice St. (Karte). Senkrecht dazu verlaufen Straßen wie die William St., die George St., die Albert St. und die Edward St. mit Namen männlicher Prinzen oder Königen.
Die Mary Street verbindet nicht nur zwei Flussufer des Brisbane River, der hier eine Schleife bildet, sondern liegt auch am Übergang von Einzelhandels- zu Wohngebieten sowie zwischen dem Regierungs- und dem Geschäftsviertel. Hier befinden sich Behörden, Bürotürme, Hotels, Apartmenthäuser und auch einige denkmalgeschützte Gebäude.
Als um 1938 eine Straßennummerierung eingeführt wurde, begann diese bei der Mary Street an deren „Anfang“, der traditionell im Südwesten gesehen wurde, der Lower Mary Street, wo im 19. Jahrhundert einst Gold gefunden worden war, und sich heute Queen’s Wharf („Königinnen-Kai“) befindet. In Richtung Nordosten schließt sich daran die Central Mary Street und schließlich die Upper Mary Street an.